# Culoz

Culoz este o comună în departamentul Ain din estul Franței.